# Brachioteuthis linkovskyi
Brachioteuthis linkovskyi is een inktvissensoort uit de familie van de Brachioteuthidae. De wetenschappelijke naam van de soort werd voor het eerst geldig gepubliceerd in 2001 door Lipinski als Slosarczykovia linkovskyi.